# Амброзиони, Сильвано
Сильвано Амброзиони (итал. Silvano Ambrosioni; 5 мая 1942, Милан — 17 ноября 2004, Аоста) — итальянский бейсболист, инфилдер и аутфилдер; тренер. Участник летних Олимпийских игр 1992, 1996 и 2000 годов, четырёхкратный чемпион Европы 1977, 1989, 1991 и 1997 годов, пятикратный серебряный призёр чемпионата Европы 1985, 1987, 1993, 1995 и 1999 годов как тренер.

## Биография
Сильвано Амброзиони родился 5 мая 1942 года в итальянском городе Милан.
Играл в бейсбол на позициях инфилдера и аутфилдера. В 1965—1966 годах выступал за «Лоди», в 1968—1970 годах — за «Милан-1946». За пять сезонов провёл 98 матчей в чемпионате Италии, сделал 24 перебежки. В составе «Милана-1946» дважды становился чемпионом Италии (1968, 1970) и обладателем Кубка европейских чемпионов (1969—1970).
По окончании игровой карьеры стал тренером. В 1975—1978 и 1985—2000 годах был главным тренером сборной Италии. Под его руководством итальянские бейсболисты четыре раза выигрывали чемпионат Европы в 1977 году в Харлеме, в 1989 году в Париже, в 1991 году в Италии и в 1997 году в Париже. Также пять раз становились серебряными призёрами чемпионата Европы в 1985 году в Нидерландах, в 1987 году в Испании, в 1993 году в Стокгольме, в 1995 году в Харлеме и в 1999 году в Италии.
Амброзиони привёл сборную Италии к лучшему результату на чемпионатах мира, заняв с ней 4-е место в 1998 году в Италии.
Трижды возглавлял сборную Италии на бейсбольных турнирах летних Олимпийских игр. В 1992 году в Барселоне под его руководством она заняла 7-е место, в 1996 году в Атланте и в 2000 году в Сиднее — 6-е.
После окончания игровой карьеры поселился в Аосте.
Умер 17 ноября 2004 года в Аосте после непродолжительной болезни.

## Семья
Отец — Оттавио Амброзиони, итальянский бейсбольный менеджер.
Брат — Серджо Амброзиони, итальянский бейсболист.
Племянник — Алессандро Амброзиони, итальянский бейсболист и тренер.

## Память
Федерация бейсбола и софтбола Италии в честь Амброзиони изъяла игровой номер 7 в сборной страны.
В 2005 году был введён Зал славы итальянского бейсбола.